# Presupuesto público
El presupuesto nacional (también, los presupuestos del Estado o presupuestos gubernamentales) es el documento financiero del Estado u otro poder de la administración nacional que equilibra ingresos nacionales y gasto público en el año fiscal. El presupuesto constituye la expresión cifrada, conjunta y sistemática de las obligaciones (gastos) que, como máximo, pueden reconocer y los derechos (ingresos) que prevean liquidar durante el correspondiente periodo anual.
La aprobación de los presupuestos constituye una de las atribuciones del congreso o parlamento de un país, mediante la ley de presupuestos correspondiente, que es una norma legal, contemplada en diversos ordenamientos jurídicos y dictada por este órgano a finales de año (generalmente, los últimos días de diciembre), que regula todo lo concerniente a los presupuestos para el año siguiente. Esta ley incluye la relación de gastos que puede ejercer el Estado y los ingresos que este debe alcanzar en el próximo año. Además, es una ley de naturaleza mixta puesto que su función es legislativa pero también de control. Por sus especiales características, la ley de presupuestos puede tener una tramitación especial o distinta de las otras leyes.
Se entienden por gastos al conjunto de erogaciones, generalmente dinerarias que realiza el Estado para cumplir con sus fines, es decir, satisfacer las necesidades de la sociedad. Por el contrario, los recursos son el grupo de ingresos que tiene el Estado, preferentemente dinero para la atención de las erogaciones determinadas por las exigencias administrativas o de índole económico-social.
Para obtener estos recursos el Estado establece leyes tributarias que deben estar acorde a lo que garantiza la Constitución del país.

## Elementos fundamentales del presupuesto público
- Carácter jurídico: El presupuesto es una figura jurídica fundamental del Derecho Público, que sanciona la competencia del poder legislativo para controlar la actividad financiera del Estado, como manifestación del carácter representativo de la soberanía popular que supone el parlamento.
- Carácter político
- Documento de elaboración periódica, este carácter se deriva de su naturaleza política y de instrumento de control, que ha de ser renovado periódicamente.
- El presupuesto adopta una forma contable. Desde este punto de vista el presupuesto aparece formalmente equilibrado, lo cual no implica que desde el punto de vista económico esté equilibrado.
- El presupuesto supone una autorización de gastos y una previsión de ingresos
- Representa la concreción del plan económico de la Hacienda Pública.

## Marcos de Mediano Plazo
Son herramientas institucionales que permiten trascender al presupuesto . Se basa en las proyecciones macroeconómicas para establecer límites de gasto teniendo en cuenta el endeudamiento y los recursos futuros. Los objetivos perseguidos son la estabilidad y disciplina macrofiscal, la eficiencia en la distribución, y la eficiencia en el uso de los recursos (consultar Eficiencia distributiva y).

### Marco presupuestario a mediano plazo
Se basa en usar las proyecciones para poder estimar los gastos de las agencias gubernamentales para dar cierta predictibilidad a las agencias. Generalmente, el gasto se clasifica por función, sector o ministerio. De esta manera, se coloca recursos para las prioridades de la nación a la vez que se cuida la disciplina fiscal. Es el tipo de Marco de Mediano Plazo más usado.

## Principios presupuestarios

### Principio de competencia popular
Corresponde al pueblo, titular de la soberanía nacional, la fijación de todo cobro y pago del Estado. Esto se desarrolla sobre la base de que al Poder legislativo le corresponde la aprobación y promulga

### Principio de universalidad
Los presupuestos deben recoger la totalidad de los ingresos y gastos derivados de la actividad financiera del Estado, para que de esta forma sea adecuadamente controlable por el Parlamento.

### Principio de especialidad cualitativa, cuantitativa y temporal
Los recursos deben asignarse exactamente para los objetivo fijados en el documento presupuestario. Este principio queda atenuado a través de las transferencias presupuestarias que autorizan el trasvase entre distintos conceptos del presupuesto siguiendo los procedimientos establecidos. La autorización que supone el gasto público tiene como ámbito temporal el que fija el presupuesto.

### Principio de publicidad
La publicidad surge como una consecuencia inevitable al ser el presupuesto una cuestión que afecta a todos los ciudadanos que han determinado su contenido a través del parlamento.

## Por países

### Argentina
El envío del Proyecto de la Ley se realiza sobre la base de lo establecido por el artículo 75, inciso 8, de la Constitución Nacional, referido a la atribución al Poder Legislativo de fijar anualmente el Presupuesto General de Gastos y Cálculo de Recursos de la Administración Nacional y de acuerdo al artículo 100, inciso 6, de la citada Constitución que asigna al Jefe de Gabinete de Ministros la responsabilidad de enviar al Congreso (específicamente a la cámara de Diputados en primera instancia) el Proyecto de Presupuesto Nacional antes del 15 de septiembre del año anterior al que corresponde el presupuesto, previo tratamiento en acuerdo de gabinete y aprobación del Poder Ejecutivo Nacional.